# Linguistic Typology
Linguistic Typology («Лингвистическая типология») — международный рецензируемый научный журнал, посвящённый лингвистической типологии. Выпускается издательством Mouton de Gruyter под эгидой Ассоциации лингвистической типологии. Публикует статьи на английском языке. Основан в 1997 году.
Журнал доступен по подписке на бумажную либо электронную версию. Для членов ALT подписка на журнал включена в членский взнос.

## Тематика
В журнале публикуются статьи по вопросам типологии языков и языковых универсалий, дискуссии, рецензии, обзоры литературы, типологические профили языков и языковых семей.

## Редколлегия
Главный редактор с момента основания журнала до конца 2017 года — Франс Планк из Констанцского университета. Новым главным редактором с 2018 года стала Мария Копчевская-Тамм из Стокгольмского университета.
В разные годы в редколлегию журнала входили ведущие типологи разных стран: Джоан Байби, Йохан ван дер Аувера, Джоан Бреснан, Питер Бэккер, А. Е. Кибрик, Мария Копчевская-Тамм, Уильям Крофт, Марианна Митун, Эдит Моравчик, Джоханна Николс, Масаёси Сибатани, Дэн Слобин, Леон Стассен, Ларри Хайман, Элис Харрис, Гульермо Чинке, Николас Эванс и др.

## Реферирование и индексирование
Журнал включён в целый ряд систем реферирования и индексирования, в т.ч.:
- Clarivate Analytics
- Elsevier: Scopus
- ERIH: European Reference Index for the Humanities
- Google Scholar
- ResearchGate
- SCImago (SJR)
- WorldCat (OCLC)